# Campylophyllum sommerfeltii
Campylophyllum sommerfeltii là một loài Rêu trong họ Hypnaceae. Loài này được (Myrin) Hedenas mô tả khoa học đầu tiên năm 1997.